# Herminio Masantonio
Herminio Masantonio (Ensenada, 5 augustus 1910 – Buenos Aires, 11 september 1956) was een Argentijnse voetballer.
Hij startte zijn carrière bij Huracán in 1931, het jaar dat het profvoetbal in Argentinië werd ingevoerd. Hij scoorde 254 voor deze club en is de twee na beste topschutter aller tijden van het land. In 1943 verkaste hij naar het Uruguayaanse Defensor en een jaar later ging hij nog voor Banfield spelen. Zijn carrière sloot hij af waar die begonnen was, bij Huracán. 